# Mikhaíl Stasinópoulos
Mikhaíl Stasinópoulos (en grec : Μιχαήλ Στασινόπουλος ; Kalamata 27 juillet 1903 – Athènes 31 octobre 2002) est un homme d'État grec. Il est président de la République entre 1974 et 1975.